# Liste der Baudenkmäler in Grassau
Auf dieser Seite sind die Baudenkmäler in dem oberbayerischen Markt Grassau zusammengestellt. Diese Tabelle ist eine Teilliste der Liste der Baudenkmäler in Bayern. Grundlage ist die Bayerische Denkmalliste, die auf Basis des Bayerischen Denkmalschutzgesetzes vom 1. Oktober 1973 erstmals erstellt wurde und seither durch das Bayerische Landesamt für Denkmalpflege geführt wird. Die folgenden Angaben ersetzen nicht die rechtsverbindliche Auskunft der Denkmalschutzbehörde.

## Baudenkmäler nach Ortsteilen

### Grassau
| Lage                                                      | Objekt                                    | Beschreibung | Akten-Nr.              | Bild                                 |
| --------------------------------------------------------- | ----------------------------------------- | --- | ---------------------- | ------------------------------------ |
| Achentalstraße 7 (Standort)                               | Ehemaliges Bauernhaus                     | Wohnteil mit Kniestock, Hochlaube und erneuerter Giebellaube, Firstpfette bezeichnet 1789; Wirtschaftsteil ausgebaut. | D-1-89-120-2 Wikidata  | weitere Bilder                       |
| Achentalstraße 11 (Standort)                              | Bauernhaus                                | Mittertennbau mit Hakenschopf und Widerkehr, Wohnteil mit Kniestock in unverputztem Mischmauerwerk, Lauben mit filigranen Brüstungen, Firstpfette bezeichnet 1870. | D-1-89-120-46 Wikidata | weitere Bilder                       |
| Kapellenweg 14 (Standort)                                 | Kapellenbildstock                         | auf gemauertem Sockel Nische mit Johann-Nepomuk-Figur des 18. Jahrhunderts | D-1-89-120-4 Wikidata  | Kapellenbildstock                    |
| Kirchenweg (Standort)                                     | Runde Martersäule                         | wohl erste Hälfte 18. Jahrhundert; an der Ecke Tschermser- /Achentalstraße. | D-1-89-120-5 Wikidata  | Runde Martersäule                    |
| Kirchplatz (Standort)                                     | König-Ludwig II.-Brunnen                  | neubarock, 1912 zum Gedenken an die Gefallenen der Kriege von 1866 und 1870/71 errichtet. | D-1-89-120-12 Wikidata | weitere Bilder                       |
| Kirchplatz 1 (Standort)                                   | Katholische Pfarrkirche Mariä Himmelfahrt | Kern 13. Jahrhundert, Ausbau zur dreischiffigen Hallenkirche spätgotisch, 15. Jahrhundert, um ein Seitenschiff erweitert 1696, zuletzt 1766/67 barockisiert; mit Ausstattung (siehe auch: Kanzel). | D-1-89-120-6 Wikidata  | weitere Bilder                       |
| Kirchplatz 1 (Standort)                                   | Sühnestein                                | bezeichnet 1648; nördlich an der Kirche. | D-1-89-120-7 Wikidata  | Sühnestein                           |
| Kirchplatz 3 (Standort)                                   | Ehemaliges Pfarrhaus                      | dreigeschossig mit Walmdach über Hohlkehle und Putzfelderung, auf Inschrifttafel bezeichnet 1795, erneuert 1909, Inneres verändert um 1968. | D-1-89-120-8 Wikidata  | weitere Bilder                       |
| Kirchplatz 7 (Standort)                                   | Wohn- und Geschäftshaus                   | zweigeschossig mit steilem, vorkragendem Schopfwalmdach, 1. Drittel 19. Jahrhundert, im Kern 1648. | D-1-89-120-9 Wikidata  | weitere Bilder                       |
| Kirchplatz 8; Theodor-von-Hötzendorff-Straße 1 (Standort) | Gasthof zur Post                          | großer, dreigeschossiger Bau mit Flachsatteldach, nach Brand des barocken Vorgängerbaues 1895 weitgehend neu erbaut, ehemaliger Türsturz bezeichnet 1838, an der Rückseite Wappentafel des Klosters Frauenchiemsee, bezeichnet 1555; zugehörig großes Wirtschaftsgebäude mit Flachsatteldach und mehrschiffig gewölbten Stallungen, Ende 19. Jahrhundert | D-1-89-120-10 Wikidata | weitere Bilder                       |
| Lindenfeld (Standort)                                     | Lindenkapelle                             | großer, nach Osten weit geöffneter Rechteckbau mit Walmdach, wohl zweite Hälfte 17. Jahrhundert; mit Ausstattung; von vier Linden umgeben. | D-1-89-120-20 Wikidata | weitere Bilder                       |
| Oberdorf 12 (Standort)                                    | Wohnteil des ehemaligen Bauernhauses      | zurückgesetztes Obergeschoss wohl in Blockbau, verputzt, mit offenem Blockbau-Kniestock und erneuerter Hochlaube, Firstpfette bezeichnet 1826. | D-1-89-120-13 Wikidata | Wohnteil des ehemaligen Bauernhauses |
| Oberdorf 24 (Standort)                                    | Bauernhaus                                | Mittertennbau mit doppeltem Hakenschopf, Wohnteil massiv mit hohem Kniestock und zwei Balusterlauben, Firstpfette bezeichnet 1818. | D-1-89-120-14 Wikidata | Bauernhaus                           |
| Oberdorf 25 (Standort)                                    | Pechkochhütte                             | Anwesen Oberdorf 25, zugehörig ehemalige Pechkochhütte, kleiner Massivbau mit mittelsteilem Satteldach, innen gemauerter Pechkochofen, Mitte 19. Jahrhundert | D-1-89-120-15 Wikidata | Pechkochhütte                        |
| Ortenburger Straße (Standort)                             | Bildstock                                 | sogenanntes „Fronleichnamsstöckl“, Rundsäule mit quadratischem Kopfstück und scheibenförmigem Aufsatz, bezeichnet 1794; gegenüber dem Friedhofseingang. | D-1-89-120-19 Wikidata | weitere Bilder                       |
| Ortenburger Straße 5 (Standort)                           | Gasthof Sperrer                           | stattlicher Bau mit Flachsatteldach, einseitig umlaufende Laube und Hochlaube mit Balusterbrüstungen, zweite Hälfte 19. Jahrhundert | D-1-89-120-16 Wikidata | weitere Bilder                       |
| Ortenburger Straße 8 (Standort)                           | sogenanntes Doktorhaus                    | stattlicher Bau mit Walmdach über Hohlkehle, am steinernen Türgewände bezeichnet 1825, geschnitzte Füllungstür um 1850. | D-1-89-120-17 Wikidata | weitere Bilder                       |
| Ortenburger Straße 21 (Standort)                          | Katholische Friedhofskapelle              | kleiner Bau mit leicht eingezogener gerundeter Apsis und Dachreiter, bezeichnet 1895. | D-1-89-120-18 Wikidata | weitere Bilder                       |
| Salinenweg 17 (Standort)                                  | Ehemalige Gerberei                        | größtenteils massiv gemauerter Bau mit überstehendem Schopfwalmdach, ehemaliger Wirtschaftsteil mit Bundwerkwand im Obergeschoss und Hochlaube, Anfang 19. Jahrhundert | D-1-89-120-1 Wikidata  | weitere Bilder                       |

### Klaus
| Lage                           | Objekt                                                     | Beschreibung | Akten-Nr.              | Bild           |
| ------------------------------ | ---------------------------------------------------------- | --- | ---------------------- | -------------- |
| Klaushäusl 7, 9, 11 (Standort) | Pumpenstation Brunnhaus Klaushäusl der zweiten Soleleitung | 1809 konzipiert, um 1850 baulich erneuert (jetzt Museum): Niederreserve, Maschinenhaus und ca. 40 m oberhalb gelegene Hochreserve mit technischen Einbauten, Aufschlagwasserhaus, auf halber Höhe am Hang. Zugehörig Brunnwärterwohnhaus, zweigeschossig mit Schopfwalmdach, Stallgebäude mit hölzernem Obergeschoss und Walmdach, eingeschossiges Gehilfenhaus mit Schopfwalmdach sowie gewölbtes Kellergebäude, alles um 1850. Im Gelände 6 km langer Aufschlagwasserweg mit vier Sandkästen. Lage: Klaushäusl 9; Klaushäusl 11; Klaushäusl 7; Distrikt Breitenberg; Distrikt Rottauer Tal; Mühlwinkel 42; Mühlwinkel 43; Nähe Grießenbachweg in Grießenbach; Wallersauwiesen in den Vorderen Rottauer Almen | D-1-89-120-23 Wikidata | weitere Bilder |

### Mietenkam
| Lage                  | Objekt                                  | Beschreibung | Akten-Nr.              | Bild                                    |
| --------------------- | --------------------------------------- | --- | ---------------------- | --------------------------------------- |
| Heideweg 1 (Standort) | Katholische Filialkirche St. Margaretha | einschiffiger Saalbau mit eingezogenem polygonalem Chor und Dachreiter, nach Brand 1832 neu erbaut; mit Ausstattung. | D-1-89-120-24 Wikidata | Katholische Filialkirche St. Margaretha |

### Reifing
| Lage                                       | Objekt                               | Beschreibung                                                                                   | Akten-Nr.              | Bild                             |
| ------------------------------------------ | ------------------------------------ | ---------------------------------------------------------------------------------------------- | ---------------------- | -------------------------------- |
| Bahnhofstraße; Bahnhofstraße 78 (Standort) | Steinerner Bildstock (Pestsäule)     | errichtet 1636                                                                                 | D-1-89-120-25 Wikidata | Steinerner Bildstock (Pestsäule) |
| Reifinger Straße 13 (Standort)             | Wohnteil des ehemaligen Bauernhauses | mit Kniestock und bemalten Pfettenköpfen, Firstpfette bezeichnet 1794, Lauben modern erneuert. | D-1-89-120-26 Wikidata | BW                               |

### Rottau
| Lage                            | Objekt                                | Beschreibung | Akten-Nr.              | Bild           |
| ------------------------------- | ------------------------------------- | --- | ---------------------- | -------------- |
| Kirchplatz 1 (Standort)         | Katholische Filialkirche St. Michael  | Turm und Teil des Langhauses 17. Jahrhundert, sonst Neubau von Georg Berlinger, 1954; mit Ausstattung. | D-1-89-120-28 Wikidata | weitere Bilder |
| Kirchweg 2 (Standort)           | Ehemaliges Bauernhaus mit Widerkehr   | Wohnteil massiv mit Blockbaugiebel, Firstpfette bezeichnet 1758, Lauben modern erneuert, Widerkehr erste Hälfte 20. Jahrhundert                                                                                             | D-1-89-120-31 Wikidata | weitere Bilder |
| Kreuzstraße 2 (Standort)        | Bauernhaus mit Hakenschopf            | Wohnteil mit Blockbau-Obergeschoss, im Kern zweite Hälfte 17. Jahrhundert, aufgestockt zweite Hälfte 18. Jahrhundert, mit Giebelbundwerk, Hochlaube mit Balusterbrüstung und seitlichen Taubenkobeln, Giebellaube erneuert. | D-1-89-120-33 Wikidata | weitere Bilder |
| Nähe Bernauer Straße (Standort) | Katholische Kapelle St. Leonhard      | kleiner Bau mit eingezogener polygonaler Apsis und steilem Dach, erste Hälfte 18. Jahrhundert; mit Ausstattung | D-1-89-120-27 Wikidata | weitere Bilder |
| Oberdorfstraße 4 (Standort)     | Ehemaliges Bauernhaus mit Hakenschopf | massiver Wohnteil mit hohem Kniestock, Hochlaube und profilierten Pfettenköpfen, an der Firstpfette bezeichnet 1855, im Kern 18. Jahrhundert, Wirtschaftsteil ausgebaut.                                                    | D-1-89-120-35 Wikidata | weitere Bilder |
| Oberdorfstraße 8 (Standort)     | Kleiner, überbauter Getreidekasten    | frühes 19. Jahrhundert (wohl 1814). | D-1-89-120-36 Wikidata | BW             |

### Strehtrumpf
| Lage                     | Objekt                                                 | Beschreibung                                                                                                 | Akten-Nr.              | Bild |
| ------------------------ | ------------------------------------------------------ | --- | ---------------------- | ---- |
| Strehtrumpf 5 (Standort) | Ehemaliges Bauernhaus (jetzt Gasthaus) mit Mittertenne | Obergeschoss und Giebelfeld am Wohnteil Blockbau, wohl zweite Hälfte des 18. Jahrhunderts, Vorbauten modern. | D-1-89-120-37 Wikidata | BW   |

### Viehhausen
| Lage                    | Objekt                                         | Beschreibung | Akten-Nr.              | Bild           |
| ----------------------- | ---------------------------------------------- | --- | ---------------------- | -------------- |
| Viehhausen 3 (Standort) | Aufgedoppelte Haustür und hölzernes Türgewände | bezeichnet 1802 | D-1-89-120-38 Wikidata | weitere Bilder |
| Viehhausen 4 (Standort) | Eingeschossiger Getreidekasten                 | Anwesen Viehhausen 4, 18. Jahrhundert, von Schupfen überbaut, 20. Jahrhundert                                      | D-1-89-120-39 Wikidata | weitere Bilder |
| Viehhausen 5 (Standort) | Ehemaliges Bauernhaus                          | Wohnteil mit Blockbau-Obergeschoss, erste Hälfte des 18. Jahrhunderts, Lauben erneuert, Wirtschaftsteil ausgebaut. | D-1-89-120-40 Wikidata | weitere Bilder |

### Weiher
| Lage                              | Objekt                           | Beschreibung                                                                                         | Akten-Nr.              | Bild |
| --------------------------------- | -------------------------------- | --- | ---------------------- | ---- |
| In der Au 10 (Standort)           | Ehemaliges Zuhaus                | Blockbau-Obergeschoss, an der Firstpfette bezeichnet 1821; über 1994/95 neu errichtetem Erdgeschoss. | D-1-89-120-41 Wikidata | BW   |
| Mietenkamer Straße 109 (Standort) | Bauernhaus                       | Wohnteil mit Blockbau-Obergeschoss, Firstpfette bezeichnet 1763, Schädigung durch Brand 1998.        | D-1-89-120-43 Wikidata | BW   |
| Mietenkamer Straße 110 (Standort) | Katholische Kapelle St. Leonhard | Putzbau mit eingezogenem Chor und Dachreiter, Mitte 17. Jahrhundert; mit Ausstattung                 | D-1-89-120-44 Wikidata | BW   |